# Щеплення (ботаніка)

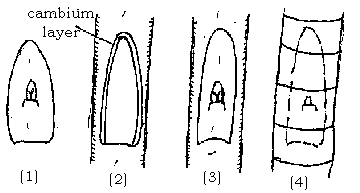
Щеплення вічка

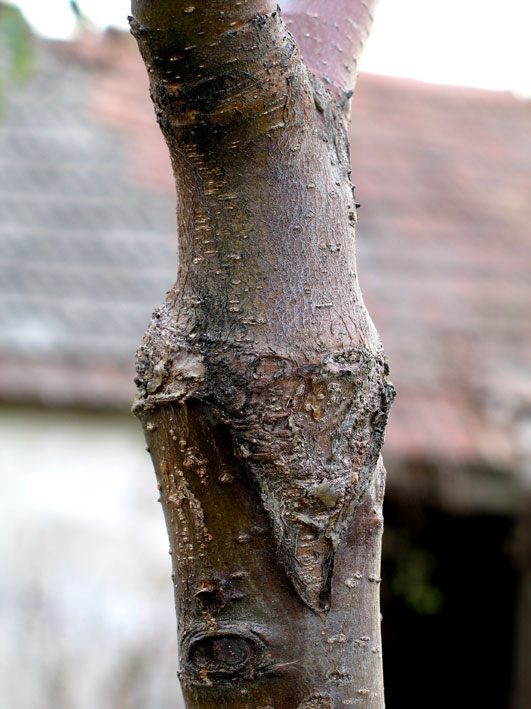
Вишня (місце щеплення у вигляді літери V)

Щеплення рослин — пересадження гілочки (живця) або бруньки (вічка) однієї рослини (прище́пи) на іншу (підще́пу). Загальна назва для прищеп і підщеп — «щепа». При щепленні рослин камбій підщепи і прищепи тісно стикаються, внаслідок чого проходить їх повне зрощення, утворюється єдиний, нормально функціонуючий рослинний організм. Щеплення рослин як один із важливих способів вегетативного розмноження застосовують у садівництві, виноградарстві та лісовому господарстві. За допомогою щеплення рослин розмножують плодові і декоративні рослини, зберігають їх сортові особливості, підсилюють в рослині бажані ознаки: посухостійкість (щеплення сливи на абрикос); зимостійкість (щеплення на зимостійкі підщепи); опірність шкідникам і хворобам (щеплення європейських сортів винограду на філоксеростійкі підщепи) та ін. У селекції щеплення рослин застосовують для виведення вегетативних гібридів. Іноді за допомогою щеплення рослин лікують рослини, пошкоджені морозами. Є багато (бл. 150) різних способів щеплення рослин:
- окуліровка, тобто приживлення бруньки або вічка однієї рослини (прищепи) до іншої — підщепи (найпоширеніше);
- щеплення живцем (за кору з шипом, вприклад, копулюванням — застосовують при однаковій товщині прищепи і підщепи, щеплення в розщіп, містком тощо);
- аблактування;
- пересадження зародків або паростків (на стебло, корінь, насіння, бульбу) та ін.

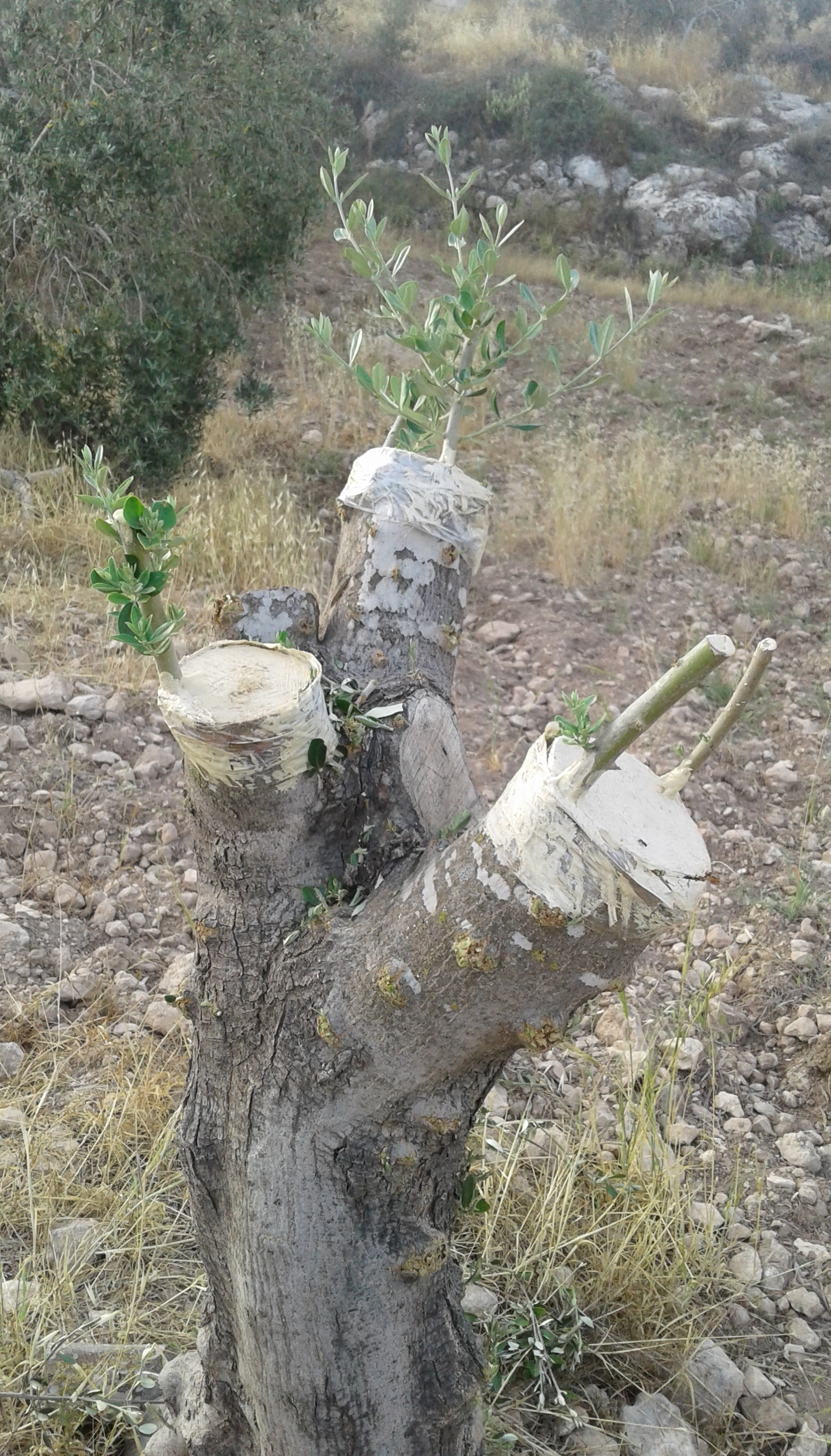
Щеплення великих оливкових дерев хорошими сортами

Щеплення рослин вдається найкраще, коли взяті рослини мають між собою найближчу ботанічну спорідненість, а також коли камбій прищепи повністю чи частково щільно з'єднаний з камбієм підщепи.